# エフエムなかそらち
株式会社エフエムなかそらちは、北海道滝川市の一部地域を放送対象地域として超短波放送（FM放送）を行う特定地上基幹放送事業者である。FM G'Skyの愛称でコミュニティ放送を営んでいる。

## 概要
- 自主制作番組が編成の中心で、在京局や道域ラジオ局の番組のネット受けは少数となっている。このほか一部のワイド番組内にFMもえる・Airてっしや滝川市の友好親善都市である名護市のFMやんばると連携したコーナーが組み込まれている。
- 独立性を保つべく地元企業・個人の出資で設立し、多くをボランティアスタッフに任せるボランティア協力型の運営としており[2]、主に平日昼間は専任スタッフ・それ以外はボランティアによる放送とし[2]、2021年時点では約150名のボランティアが放送に携わっており「出演する人も情報も中空知限定」「なるべく多くの人に関わってもらう」をモットーとしている[3]。
- 愛称の「G'Sky」は「頑張ろう」「元気」の頭文字のG[3]、「中空知」の「空」を表すSKYを合わせ「頑張ろう中空知」を意味したものとされている[2]。
- 2005年（平成17年）4月に滝川市内で行った調査によると、占有率は51%。
- 滝川市・砂川市・赤平市・新十津川町と防災協定を締結しているほか、札幌開発建設部・滝川警察署との協力覚書も交わしている。
- 2005年（平成17年）11月1日からは、USENでの再送信も開始した。

## 沿革
- 1996 - 1998年 滝川青年会議所が中心となり滝川市内でのイベントや奈井江町でミニFM放送を試験的に実施[2]。
- 2000年7月22日 - 11月19日 北海道テレコムセンター（現・札幌総合情報センター）の機材と滝川市からの活性化資金を用い、滝川商工会議所の商店街等活性化先進事業でコミュニティFM実験放送としてイベント放送局「FM G-SKY」を周波数76.1MHzで設置、終了後中学生など市民の要望を受け常設FM局の設立検討を開始[4][5][2][3]。試験放送期間中のFAX・Eメール総数は約5,500件[6]。
- 2001年[4]
  - 2001年2月 - 滝川市コミュニティFM放送推進協議会を設立
  - 6月 - 中空知コミュニティFM放送設立準備会設立
  - 7月 - 株式会社エフエムなかそらち発起人会開催
  - 9月14日 - 株式会社エフエムなかそらち創立総会実施。北海道新聞社や地元時計店等23法人17個人が出資[7]。
  - 10月26日 - 北海道総合通信局より予備免許を付与[8]。
  - 11月21日 - 北海道総合通信局より放送免許を付与[9]。
  - 11月25日 - 放送開始（道内15局目[10]・全国148局目）
  - 12月28日 - 滝川市と防災協定を締結[3]。
- 2002年4月 - マスコットキャラクターとして男児を模した「G坊」と雲を模した「くう〜ちゃん」を制定[11]。
- 2004年[4]
  - 8月 - 滝川警察署と地域安全情報協定締結
  - 9月 - 台風18号緊急特別番組を放送[3]。
  - 10月 - 砂川市と災害時協定締結
- 2005年[4]
  - 3月 - 送信アンテナを2素子水平八木アンテナから垂直ダイポール2段式に交換
  - 11月 - 赤平市と災害時協定を締結
- 2008年
  - 5月 - 新十津川町と災害時協定を締結[4]
  - 9月 - 中空知広域水道企業団と災害時協定締結[4]
  - 12月 - 構造改革特区申請で中空知広域圏5市5町をエリアとする50Wの出力増強を申請、対応不可の判断となった[12]。
- 2012年4月2日 - FMやんばるとの共同番組中継企画を開始[3]。
- 2018年
  - 8月 - 滝川市内各町内会へ緊急用自動起動ラジオを配布[3]。
  - 9月6日 - 8日 - 北海道胆振東部地震緊急特別番組を放送[3]。
  - 11月 - 洪水による浸水を考慮し文京町の滝川地区広域消防事務組合本部に予備送信所設置を決定[13][14]。
- 2019年4月11日 - 滝川地区広域消防事務組合本部内の予備送信所が完成[3]。

## 周波数
マスメディア集中排除原則が適用される放送対象地域は、滝川市の一部。
滝川（送信所：滝川市役所屋上） 77.9MHz 出力20W（ERP:40W）

## 主な番組

### 現在の番組
2025年4月現在の内容。
自主制作番組
- G'Sky 音楽の泉（火曜 - 金曜 7:00 - 7:30）
- あさスタ!（月曜 - 金曜 7:30 - 10:00）
- リビングルーム（月曜 - 金曜 12:00 - 14:30）
- RE:アフターファイブブレイク（月曜 - 木曜 16:30 - 19:00、金曜15:30 - 19:00）
- 滝川青年会議所シリーズ（月曜 20:30 - 21:00）
- Monday（もんだい）な夜（月曜 22:00 - 23:00）
- 演歌うたごころ（火曜 11:00 - 11:30）
- 対談番組「この人に聞く」（火曜 16:00 - 16:30）
- 流行りの曲はかけまへん（火曜 20:00 - 20:30）
- CATY（木曜 19:00 - 19:30）（國學院大學北海道短期大学部提供）
- なかそらちの元気人（木曜 20:00 - 21:00）（そら地域活性化ネットワーク）
- よくちゃんのよくよく（金曜 21:00 - 22:00）
- Saturday Live（土曜 12:00 - 14:00）
- Weekend G' theater（土曜 20:30 - 21:00）
- BLUESでも聴いちゃうか～（土曜 22:30 - 23:00）
- way to go（日曜 17:30 - 18:00）
  - 第1週：キキミミ「キキミミ・タテル」
  - 第2週：神田直樹「打楽器奏者 神田直樹 want to hit!」
  - 第3週：川村健司「川村健司のギタバカ!」
  - 第4週：THE武田組 月岡壮太「The武田組月岡リーダーの【Tune Tune Radio!】」
  - 第5週：CHISA「Join the dots!」
- キャサリンの簡単英会話教室（日曜 19:00 - 19:30）
- VIVA!コンサドーレ（日曜 20:00 - 21:30）
- INDIES FIGHT!（日曜 21:30 - 22:30）

ネット番組
- SPACE SHOWER RADIO（金曜 22:30 - 23:00 FM-JAGA製作）
- 大山慎介の「復活」北海道（土曜 7:00 - 8:00 FMびゅー製作）
- 北と南のいちゃりばちょーでー〜名護・滝川・北広島〜（土曜 14:00 - 15:00 FMやんばる製作）
- 火曜日のフルーティー（土曜19:30 - 20:30 エフエムしろいし製作）

### 過去の番組
自主制作番組
- モーニングウェーブ
- あけみのカフェブランチ
- 私のお気に入り
- ベストヒットG'sky
- あさナマ!!
- あさですよ!
- あさこイチ!（2017年9月終了）
- 青空スキップ（2020年4月終了）
- 午後Cafe（2020年4月終了）
- Ta-ColorsのColor口（くち）トーク（2021年3月終了）
- 土曜ライブ!（2021年9月終了）
- ランチぼっくす!（2022年3月!終了）
- せいさんの情報バラエティ番組「土曜、生です!!」（2022年9月終了）

ネット番組
- ナイス!ファイターズチャンネル（三角山放送局製作）
- 吉本ラジオ当番（よしもとクリエイティブ・エージェンシー札幌事務所製作）
- Psalmのちょっとキケンなカンケイ（かずさエフエム製作）
- 名護と滝川をシークヮーサーでつなぐ10万人胃袋プロジェクト（FMやんばる製作 2021年6月終了）
- 岡崎倫典の"AcousticWind"（中央エフエム製作）

## 主なパーソナリティ
- 山口清悦（代表取締役放送局長）
- のあ
- めい
- Akari
- むしゆき